# Edgar Cayce
Edgar Cayce (Hopkinsville, 18 maart 1877 – Virginia Beach, 3 januari 1945) was een paranormaal medium en helderziende die zich presenteerde als een 'helderziend diagnosticus' (oorspronkelijk in het Engels: 'psychic diagnostician').
Tijdens sessies viel Cayce graag in trance, waarna het hem mogelijk was om vragen van derden te beantwoorden over hun gezondheid, dromen, vroegere levens en zakelijk advies. In zekere zin liep hij vooruit op veel thema's, die later door de New Age zouden worden opgepakt. Vanwege de trance, waarin Cayce tijdens zijn sessies viel, werd hij door Jess Stearn de slapende profeet genoemd. Diens boek over Cayce droeg de gelijknamige titel "The sleeping prophet". 